# Bromélia
- Commons
- Wikispecies

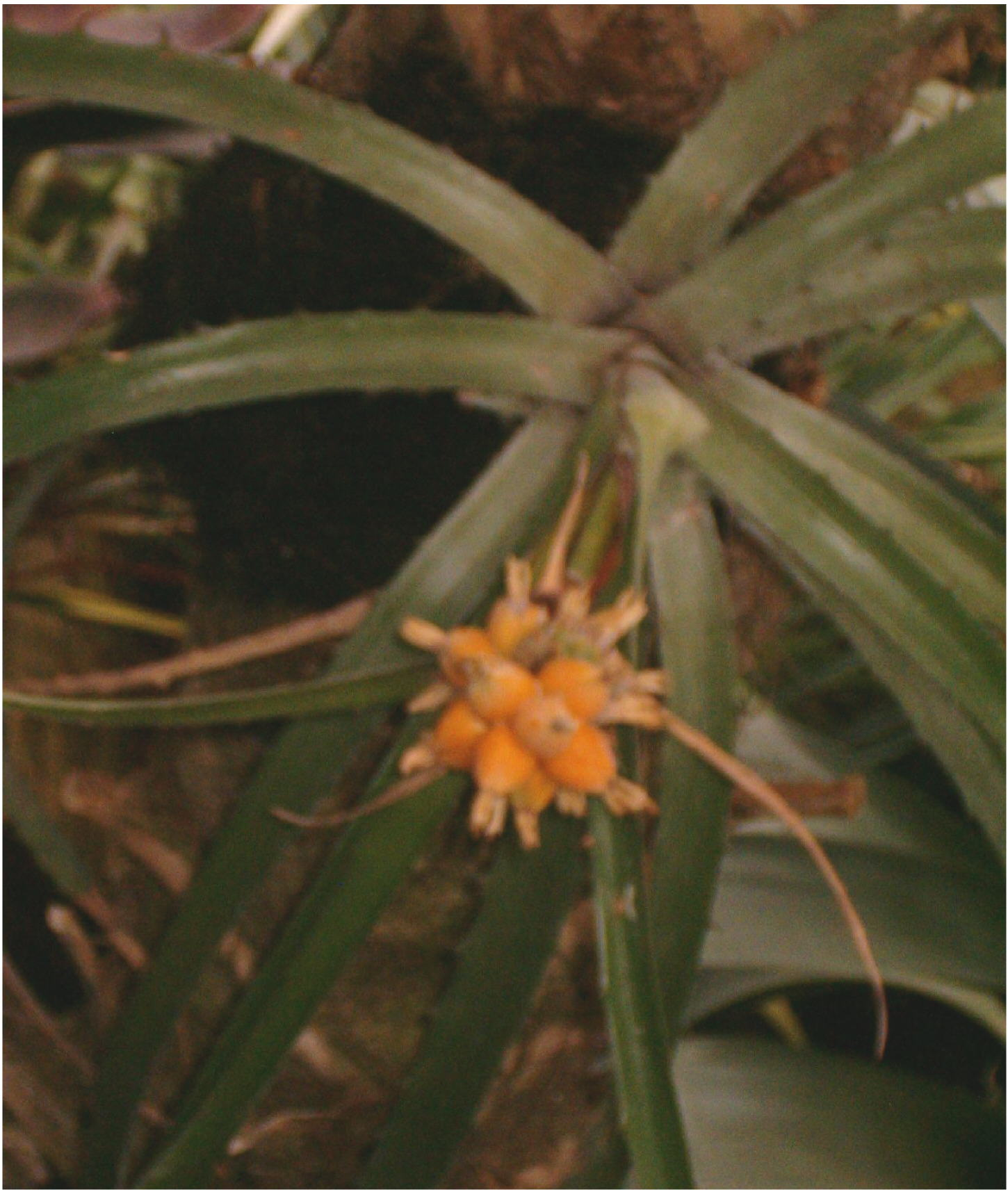
Bromelia interior

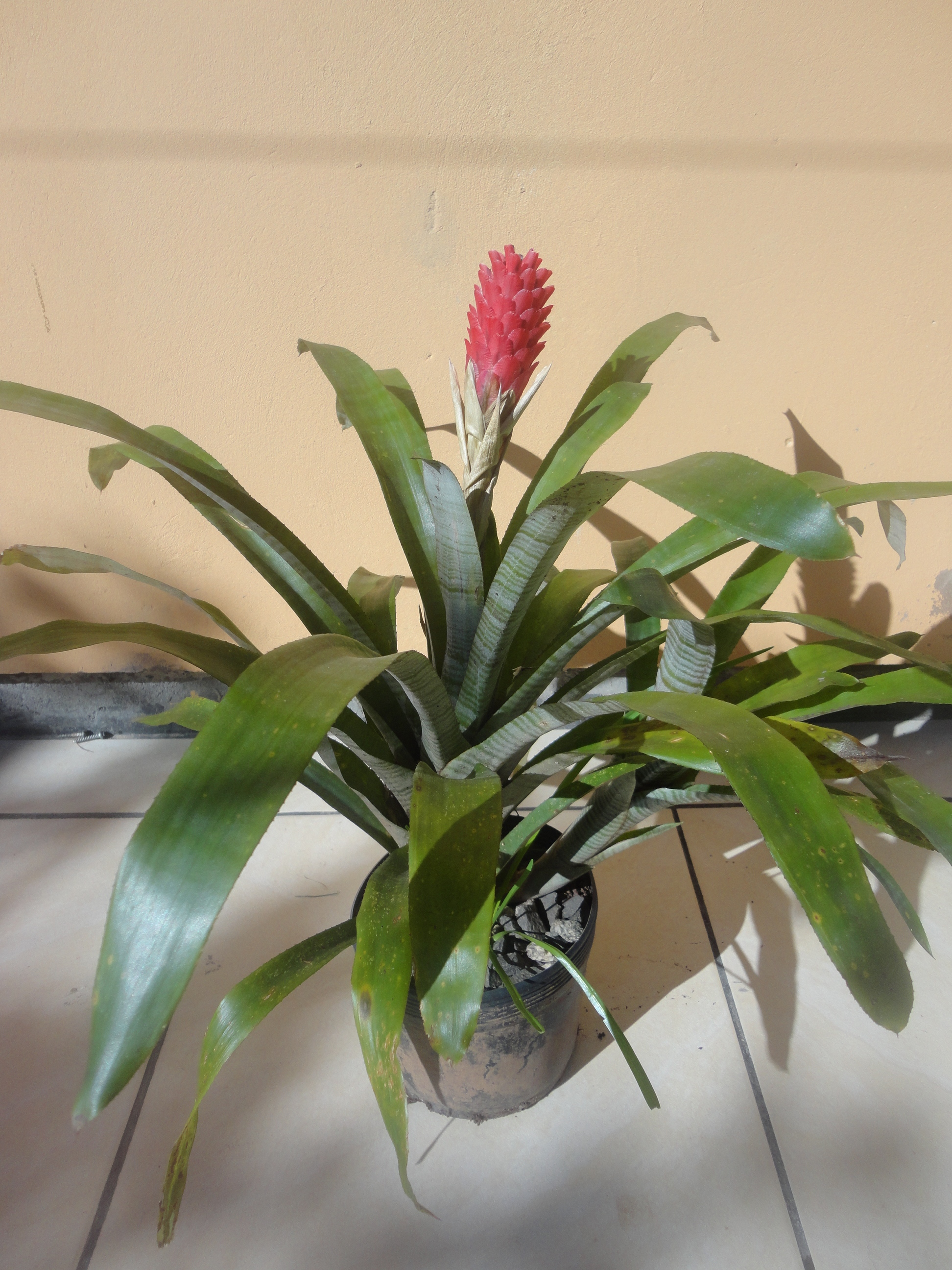
Bromeliaceae

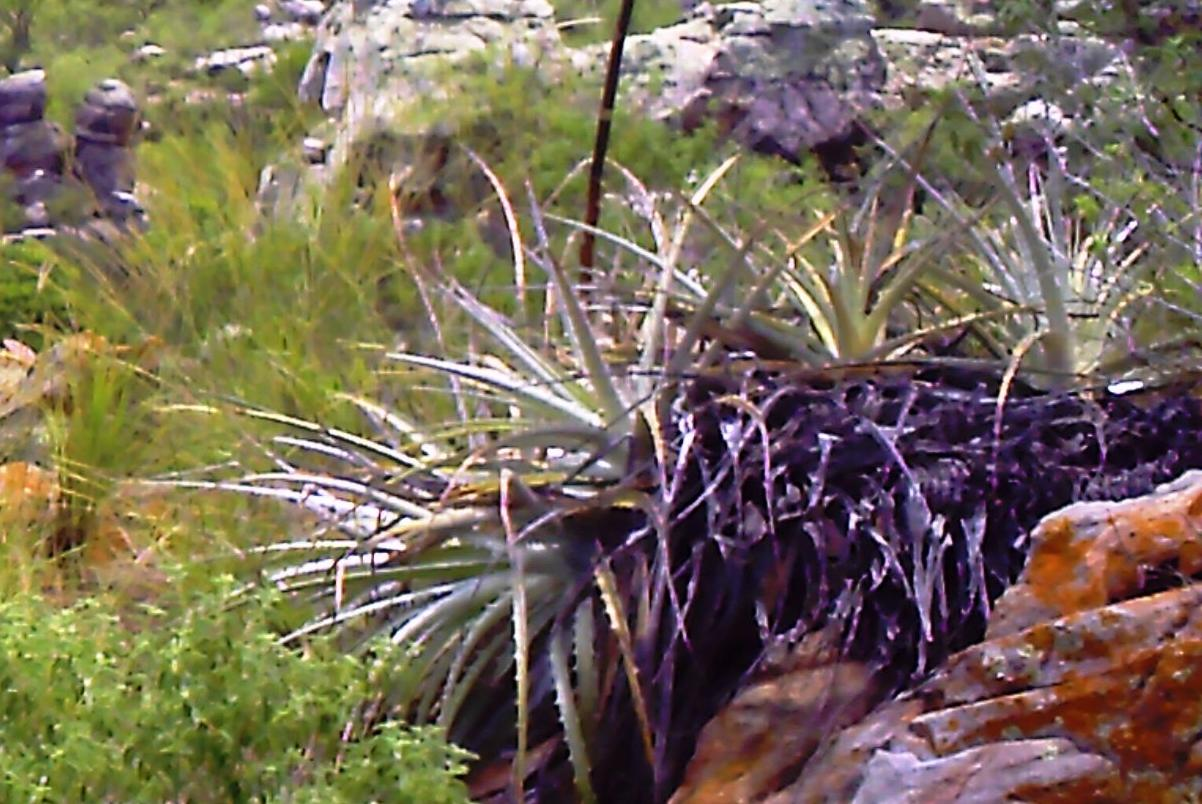
Bromelia laciniosa

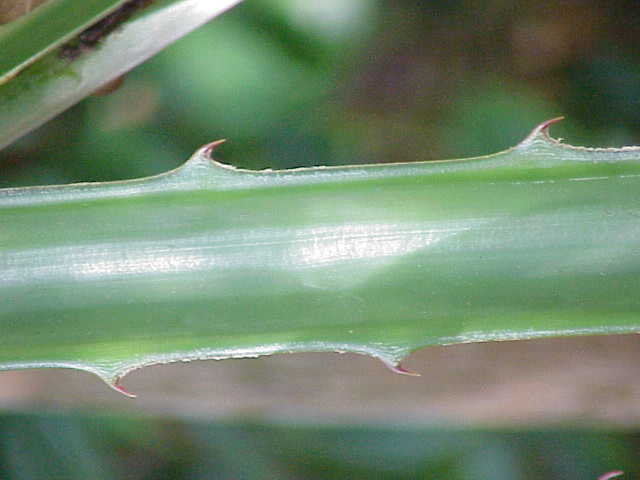
Folha da Bromelia karatas

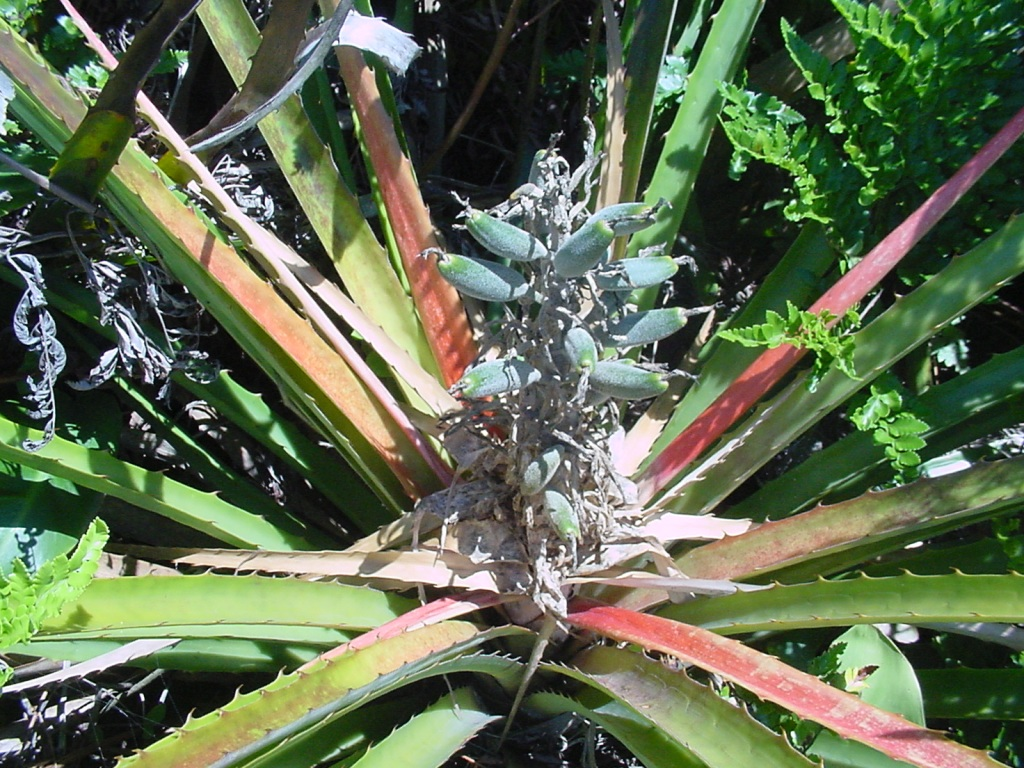
Bromelia antiacantha

Bromelia L. é um género botânico pertencente à família Bromeliaceae, subfamília Bromelioideae, embora seja comum denominar com o mesmo nome as espécies de outros gêneros da mesma família.
As espécies deste gênero estão distribuidos pelas regiões tropicais dos continentes americanos, e sua principal característica é a de  suas flores apresentarem um cálice muito profundo.
O nome foi dado em homenagem ao botânico sueco Olof Bromelius (1639-1705).
A fibra que se obtem de B. serra e B. hieronymi (chaguar), é uma das bases da economia dos índios da tribo Wichí na zona de clima semiárido do Chaco argentino. Um texto de 1841 descreveu a fibra de grama de seda (Bromelia karata) como "igual em durabilidade às nossas melhores cordas de arco".

## Sinonímia
- Karatas Mill.

## Espécies
| - Bromelia agavifolia Brongniart ex Houllet - Bromelia alsodes H. St. John - Bromelia alta L.B.Smith - Bromelia antiacantha Bertoloni - Bromelia arenaria Ule - Bromelia auriculata L.B.Smith - Bromelia arubaiensis P. L. Ibisch & R. Vásquez - Bromelia balansae Mez - Bromelia balansae f. tricolor Hort. ex M.B.Foster - Bromelia binotii E.Morren ex Mez - Bromelia braunii Leme & E. Esteves - Bromelia chrysantha Jacquin - Bromelia eitenorum L.B.Smith - Bromelia epiphytica L.B.Smith - Bromelia estevesii Leme - Bromelia exigua Mez - Bromelia flemingii I.Ramirez & Carnevali - Bromelia fosteriana L.B.Smith - Bromelia fragilis L.B.Smith - Bromelia glaziovii Mez - Bromelia goeldiana L.B.Smith - Bromelia goyazensis Mez - Bromelia grandiflora Mez - Bromelia granvillei L.B.Smith & Gouda - Bromelia gurkeniana E.Pereira & Moutinho - Bromelia gurkeniana var. funchiana E.Pereira & Leme - Bromelia hemisphaerica Lamarck - Bromelia hieronymii Mez - Bromelia horstii Rauh - Bromelia humilis Jacquin - Bromelia ignaciana R. Vásquez & P. L. Ibisch - Bromelia interior L.B.Smith - Bromelia irwinii L.B.Smith - Bromelia karatas L. - Bromelia laciniosa Mart. ex Schult. & Schult.f., a macambira - Bromelia lagopus Mez - Bromelia legrellae (E.Morren) Mez - Bromelia lindevaldae Leme & E. Esteves - Bromelia macedoi L.B.Smith - Bromelia minima Leme & E. Esteves - Bromelia morreniana (Regel) Mez - Bromelia niduspuellae (André) André ex Mez - Bromélia Nidularium (Marya julia)medeiros - Bromelia oliveirae L.B.Smith - Bromelia palmeri Mez - Bromelia pinguin L., o caraguatá - Bromelia poeppigii Mez - Bromelia redoutei (Baker) L.B.Smith - Bromelia regnellii Mez - Bromelia reversacantha Mez - Bromelia rondoniana L.B.Smith - Bromelia scarlatina (Hortus ex Hérincq) E.Morren - Bromelia serra Grisebach - Bromelia serra f. variegata (M.B.Foster) M.B.Foster - Bromelia superba Mez - Bromelia sylvicola S.Moore - Bromelia tarapotina Ule - Bromelia trianae Mez - Bromelia tubulosa L.B.Smith - Bromelia villosa Mez |

- Lista completa

## Classificação do gênero
| Sistema | Classificação                     | Referência               |
| ------- | --------------------------------- | ------------------------ |
| Linné   | Classe Hexandria, ordem Monogynia | Species plantarum (1753) |